# Answer
Answer (reso graficamente come ANSWER), pubblicato il 25 febbraio 2009 nelle edizioni Limited (CD+DVD) e Regular (CD), è il 3º album giapponese di Angela Aki. Ha venduto 74,068 copie nella sua prima settimana, diventando il Numero 1 nella classifica Oricon. In esso è inclusa una nuova versione di We're All Alone, canzone presente in One.

## Tracce[3]

### CD
| N° | Titolo                                                                                         | Durata |
| -- | ---------------------------------------------------------------------------------------------- | ------ |
| 1  | Tegami ~Haikei Jūgo no Kimi e~ (手紙 ～拝啓 十五の君へ～; Letter ~Greetings to a 15 Year Old~) | 5:15   |
| 2  | Knockin' on Heaven's Door (cover di Bob Dylan)                                                 | 5:02   |
| 3  | Answer                                                                                         | 4:34   |
| 4  | Somebody Stop Me                                                                               | 4:14   |
| 5  | Dahlia (ダリア)                                                                                | 7:40   |
| 6  | Final Destination                                                                              | 4:40   |
| 7  | Our Story                                                                                      | 4:22   |
| 8  | Tasogare (黄昏; Evening)                                                                       | 5:17   |
| 9  | We're All Alone (cover di Boz Scaggs)                                                          | 4:35   |
| 10 | Reflection (リフレクション?)                                                                   | 4:18   |
| 11 | Requiem (レクイエム)                                                                           | 10:37  |
| 12 | Black Glasses (con Ben Folds)                                                                  | 3:44   |
| 13 | Fighter (ファイター)                                                                           | 9:19   |

### DVD
1. Tegami: Haikei Jūgo no Kimi e Sotsugyō (film documentario)
2. NHK Minna no Uta "Tegami: Haikei Jūgo no Kimi e (Video animation)
3. Tegami: Haikei Jūgo no Kimi e (Video Karaoke)
4. Tegami: Haikei Jūgo no Kimi e (Videoclip)

## Classifiche
| Classifica                       | Posizione raggiunta |
| -------------------------------- | ------------------- |
| Giappone (Oricon Daily Charts)   | 1                   |
| Giappone (Oricon Weekly Charts)  | 1                   |
| Giappone (Oricon Monthly Charts) | 9                   |
| Giappone (Oricon Yearly Charts)  | 52                  |
| World Albums Top 40              | 10                  |

## Date di Pubblicazione
| Nazione       | Data             | Formato    | Etichetta            |
| ------------- | ---------------- | ---------- | -------------------- |
| Giappone      | 25 febbraio 2010 | CD, CD+DVD | Sony Music Japan     |
| Hong Kong     | 28 febbraio 2010 | CD         | Sony Music Hong Kong |
| Corea del Sud | 11 marzo 2010    | CD         | Sony Music Korea     |